# Erica limosa
Erica limosa är en ljungväxtart som beskrevs av Harriet Margaret Louisa Bolus. Erica limosa ingår i släktet klockljungssläktet, och familjen ljungväxter. Inga underarter finns listade i Catalogue of Life.